# Полярный момент инерции

Схема к вычислению полярного момента инерции

Поля́рный моме́нт ине́рции — интегральная сумма произведений площадей, элементарных площадок dA на квадрат их расстояния от полюса — ρ2, взятого по всей площади сечения. То есть:
{\displaystyle J_{p0}=\int _{A}\rho ^{2}\,dA}
Эта величина используется для прогнозирования способности объекта оказывать сопротивление кручению. Она имеет размерность единиц длины в четвёртой степени (м4, см4) и может быть лишь положительной.
Для площади сечения, имеющей форму круга радиусом r полярный момент инерции равен:
{\displaystyle J_{p0}=\int _{0}^{2\pi }\int _{0}^{r}\rho ^{2}\rho \,d\rho \,d\phi ={\frac {\pi r^{4}}{2}}={\frac {\pi (D/2)^{4}}{2}}={\frac {\pi D^{4}}{32}}.}
Если совместить начало декартовой прямоугольной системы координат 0 с полюсом полярной системы (см. рис.), то:
{\displaystyle J_{p0}=J_{x}+J_{y}}
потому что  {\displaystyle \rho ^{2}=x^{2}+y^{2}.}

## Применение
Полярный момент инерции используется в формулах, которые описывают зависимость между касательными напряжениями и крутящим моментом, который их вызывает. Касательное напряжение:
{\displaystyle \tau ={\frac {Tr}{J_{p0}}}}
где
{\displaystyle T} — крутящий момент,
{\displaystyle r} — расстояние от оси кручения
{\displaystyle {J_{p0}}} — полярный момент инерции.

## Полярный момент инерции для некоторых случаев

Распределение касательных напряжений при кручении

Для круглого сплошного сечения:
{\displaystyle J_{p0}={\frac {\pi D^{4}}{32}}}
где {\displaystyle D} — диаметр круга.
Для кольцевого сечения (полый вал):
{\displaystyle J_{p0}={\frac {\pi D^{4}}{32}}\left(1-{\frac {d^{4}}{D^{4}}}\right),}
где {\displaystyle D} — внешний диаметр кольца,
{\displaystyle d} — внутренний диаметр кольца.